# Universitätsklinikum Essen
Das Universitätsklinikum Essen (kurz UK Essen und Klinikum Essen) ist eine Anstalt des öffentlichen Rechts und der Universität Duisburg-Essen zugeordnet. Es befindet sich im südlichen Bereich von Holsterhausen (Essen). In rund 60 Gebäuden mit insgesamt 27 Kliniken und 24 Instituten sind mehr als 8000 Mitarbeiter beschäftigt, die jährlich rund 55.000 Patienten stationär und 300.000 ambulante versorgen. Es stehen 1291 Planbetten zur Verfügung.

## Geschichte

### Städtische Krankenanstalten
Die Stadtverordnetenversammlung Essen beschloss am 15. Juli 1905 den Bau eines städtischen Krankenhauses. Vier Jahre später, am 29. Juli 1909, wurden die Städtischen Krankenanstalten eröffnet. Sie verfügten zu dieser Zeit über 481 Betten in einer Hautklinik, einer Wöchnerinnenstation und einer allgemeinmedizinischen Klinik. Ein Jahr später kam eine Augenklinik, und 1913 eine Frauenklinik hinzu. 1931 ging die Kinderklinik in Betrieb. Für biologisch-chemische Forschungen wurde 1936 das nach dem berühmten Mediziner benannte Robert-Koch-Haus eröffnet. Als 1940 eine weitere Medizinische Klinik fertiggestellt war, verfügten die Städtischen Krankenanstalten über rund 1400 Betten und beschäftigten über 700 Mitarbeiter. Ein Patient verbrachte zu dieser Zeit im Durchschnitt 25 Tage in diesem Krankenhaus. Im Zweiten Weltkrieg wurde der gesamte Komplex der Städtischen Krankenanstalten nahezu völlig zerstört, so dass auch die Energie- und Wasserversorgung zum Erliegen kam. In 45 Betten wurden Patienten Ende 1944 in Luftschutzkellern untergebracht, andere mussten auf andere Krankenhäuser ausweichen.
Nach Kriegsende begann der Wiederaufbau, in dessen Folge 1950 als erstes die Kinderklinik und drei Jahre später die Medizinische Klinik ihren Dienst aufnahmen. 1955 lag die Bettenkapazität mit 900 Mitarbeitern wieder bei 1450 Betten, nachdem das Operative Zentrum und die Frauenklinik wiedereröffnet waren. Kurz darauf wurde das neue Verwaltungsgebäude in Betrieb genommen. 1958 errichtete man mit Hilfe von Stiftungsgeldern der ehemaligen Edmund-Lührmann-Stiftung eine neurologische Abteilung. 1962 wurde der erste Herzschrittmacher implantiert und die erste Dialyse durchgeführt.

### Universitätsklinikum
Treibende Kraft bei der Gründung des Universitätsklinikums war seit Mitte der 1950er Jahre der Pathologe und ärztliche Direktor der Städtischen Krankenanstalten Walter Müller, der auch Gründungsdekan und einer der ersten zehn Professoren des Universitätsklinikums war. 1963 wurden die Städtischen Krankenanstalten Essen zur zweiten medizinischen Fakultät der Westfälischen Wilhelms-Universität Münster. 1967 wurde das Klinikum Teil der neu gegründeten Ruhr-Universität Bochum. 1972 wurde das Klinikum in die Universität-Gesamthochschule Essen überführt, die 2003 zur Universität Duisburg-Essen fusioniert wurde. 1973 übernahm das Land Nordrhein-Westfalen die Trägerschaft des Klinikums, 2001 wurde es eine selbstständige Anstalt des öffentlichen Rechts. 
Nach der Umwandlung in ein Universitätsklinikum wurden viele neue Klinik-Neubauten errichtet. 1964 eröffnete das neu errichtete Robert-Koch-Haus. 1967 nahmen die neue HNO- und Augenklinik sowie die Strahlen- und Tumorklinik ihren Dienst auf, aus der später das Westdeutsche Tumorzentrum hervorging. Seit 1974 befindet sich auf dem Gelände die LVR-Universitätsklinik Essen. Direktor der Neurochirurgischen Klinik des Klinikums war der ab 1968 einen Lehrstuhl innehabende Wilhelm Grote (1923–2003). 1999 wurde die Frauenklinik neu errichtet, 2003 das Westdeutsche Herzzentrum Essen und 2005 das Westdeutsche Kopfschmerzzentrum. 2008 ging das Ambulanzgebäude des Westdeutschen Tumorzentrums in Betrieb, 2009 die Hautklinik, 2011 das Medizinische Zentrum und 2012 das Stationsgebäude des Westdeutschen Tumorzentrums. 2006 begann der Bau des Westdeutschen Protonentherapiezentrums, das 2013 seinen Betrieb aufnehmen konnte.
Seit 2009 gehört die Ruhrlandklinik in Heidhausen und seit 2013 das St. Josef Krankenhaus Essen-Werden als Tochtergesellschaften zum Universitätsklinikum Essen.
Während der Covid-19-Pandemie zählte das Klinikum zu den größten Behandlungszentren Deutschlands.

## Forschung
Die Forschungsschwerpunkte liegen in den Bereichen Herz-Kreislauf-Erkrankungen, Transplantationsmedizin und Onkologie, Immunologie und Infektiologie sowie Translationale Neuro- und Verhaltenswissenschaften.
Das Universitätsklinikum Essen mit seinem Westdeutschen Tumorzentrum (WTZ) hat die Deutsche Krebshilfe als eines von dreizehn universitären Tumorzentren in Deutschland als Onkologisches Spitzenzentrum ausgezeichnet. Die Deutsche Krebshilfe unterstützt die Forschung des WTZ mit insgesamt drei Millionen Euro über den Zeitraum von drei Jahren. Das WTZ ist zudem Partnerstandort des Deutschen Konsortiums für Translationale Krebsforschung (DKTK). In der Begutachtung der Hochschulmedizin NRWs durch den Wissenschaftsrat wurde das "große Potential" und Forschungserfolg der Krebsforschung in Essen hervorgehoben.

## Lehre
Die Medizinische Fakultät der Universität Duisburg-Essen bildet am Universitätsklinikum Essen und angeschlossenen Krankenhäusern angehende Ärzte aus. In den verschiedenen Einrichtungen vor Ort – vorklinisch-theoretischen Instituten sowie klinischen Instituten und Kliniken – wird sowohl theoretisches als auch praktisches Wissen von Beginn des Studiums an miteinander verknüpft. So lernen die Mediziner das eigenverantwortliche und selbständige ärztliche Handeln.
Im 2014 eröffneten Lehr- und Lernzentrum stehen u. a. ein eigenes Skills-Lab sowie ein Simulations-Patienten-Programm zur Verfügung – hier können Medizinstudenten realitätsnah üben. Außerdem haben sie die Möglichkeit, ihr Praktisches Jahr am Universitätsklinikum Essen sowie an insgesamt 16 Akademischen Lehrkrankenhäusern der Medizinischen Fakultät zu absolvieren.
Die Medizinische Fakultät der Universität Duisburg-Essen belegt nach dem aktuellen Ranking Times Higher Education Platz 98 der weltbesten Ausbildungsstätten für das Medizinstudium. Deutschlandweit rangieren nur noch die Universitäten Heidelberg, München und Berlin davor. Der Wissenschaftsrat lobte im Oktober 2019 ausdrücklich die innovativen Ansätze in der Lehre des Universitätsklinikums.

## Kliniken

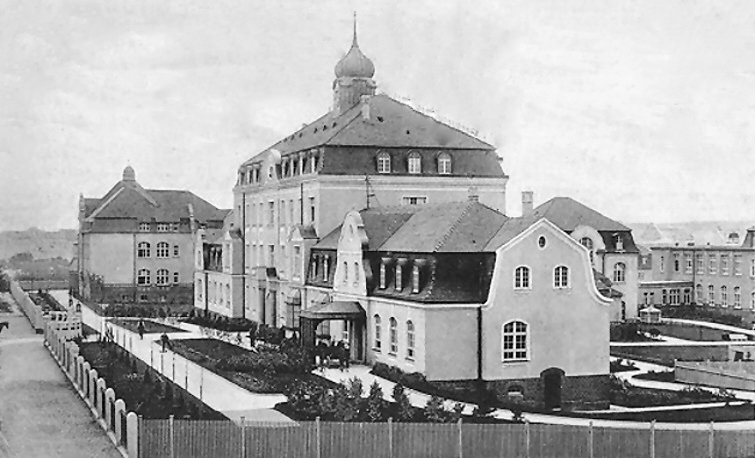
Städtische Krankenanstalten (1910)

- Zentrum für Augenheilkunde: Klinik für Erkrankungen des vorderen Augenabschnittes, Klinik für Erkrankungen des hinteren Augenabschnittes; Direktor zwischen 1959 und 1985 war Gerhard Meyer-Schwickerath, der Begründer der Lichtkoagulation der Netzhaut, die heute als Laserkoagulation durchgeführt wird.
- Zentrum für Chirurgie: Klinik für Allgemein- und Transplantationschirurgie, siehe Friedrich Wilhelm Eigler; Klinik für Thorax- und Kardiovaskuläre Chirurgie, Klinik für Orthopädie und Unfallchirurgie, Klinik für Neurochirurgie
- Zentrum für Innere Medizin: Klinik für Endokrinologie und Stoffwechselerkrankungen, Klinik für Gastroenterologie und Hepatologie, Klinik für Hämatologie, Klinik für Kardiologie, Klinik für Nephrologie, Institut für Pathophysiologie
- Zentrum für Kinderheilkunde: Klinik für Allgemeine Pädiatrie mit Schwerpunkt Neuropädiatrie, Klinik für Pädiatrische Kardiologie, Klinik für Pädiatrische Nephrologie, Klinik für Pädiatrische Hämatologie / Onkologie u. Pulmologie, Klinik für Hepatologie, Gastroenterologie und Lebertransplantation (Transplantationszentrum)[9]
- Westdeutsches Tumorzentrum Essen: Innere Klinik (Tumorforschung), siehe Carl Gottfried Schmidt; Klinik für Knochenmarktransplantation, Klinik für Strahlenheilkunde, Institut für Immunologie, Institut für Molekularbiologie, insbesondere Tumorforschung, Institut für Zellbiologie, insbesondere Tumorforschung
- Westdeutsches Herz- und Gefäßzentrum Essen: Klinik für Kardiologie, Klinik für Thorax- und Kardiovaskuläre Chirurgie
- Westdeutsches Protonentherapiezentrum Essen
- Klinik für Anästhesiologie und Intensivmedizin
- Klinik für Kardiologie und Angiologie
- Klinik für Dermatologie
- Klinik für Frauenheilkunde und Geburtshilfe
- Klinik für Hals-Nasen-Ohrenheilkunde
- Klinik für Infektiologie
- Klinik für Kinderheilkunde I/Perinatalzentrum
- Klinik für Kinderheilkunde II
- Klinik für Kinderheilkunde III
- Klinik für Neurochirurgie
- Klinik für Neurologie
- Klinik für Nuklearmedizin
- Klinik für Unfall-, Hand- und Wiederherstellungschirurgie
- Klinik für Partikeltherapie/Westdeutsches Protonentherapiezentrum Essen
- Klinik für Strahlentherapie
- LVR-Universitätsklinik Essen (in Trägerschaft des Landschaftsverband Rheinland)

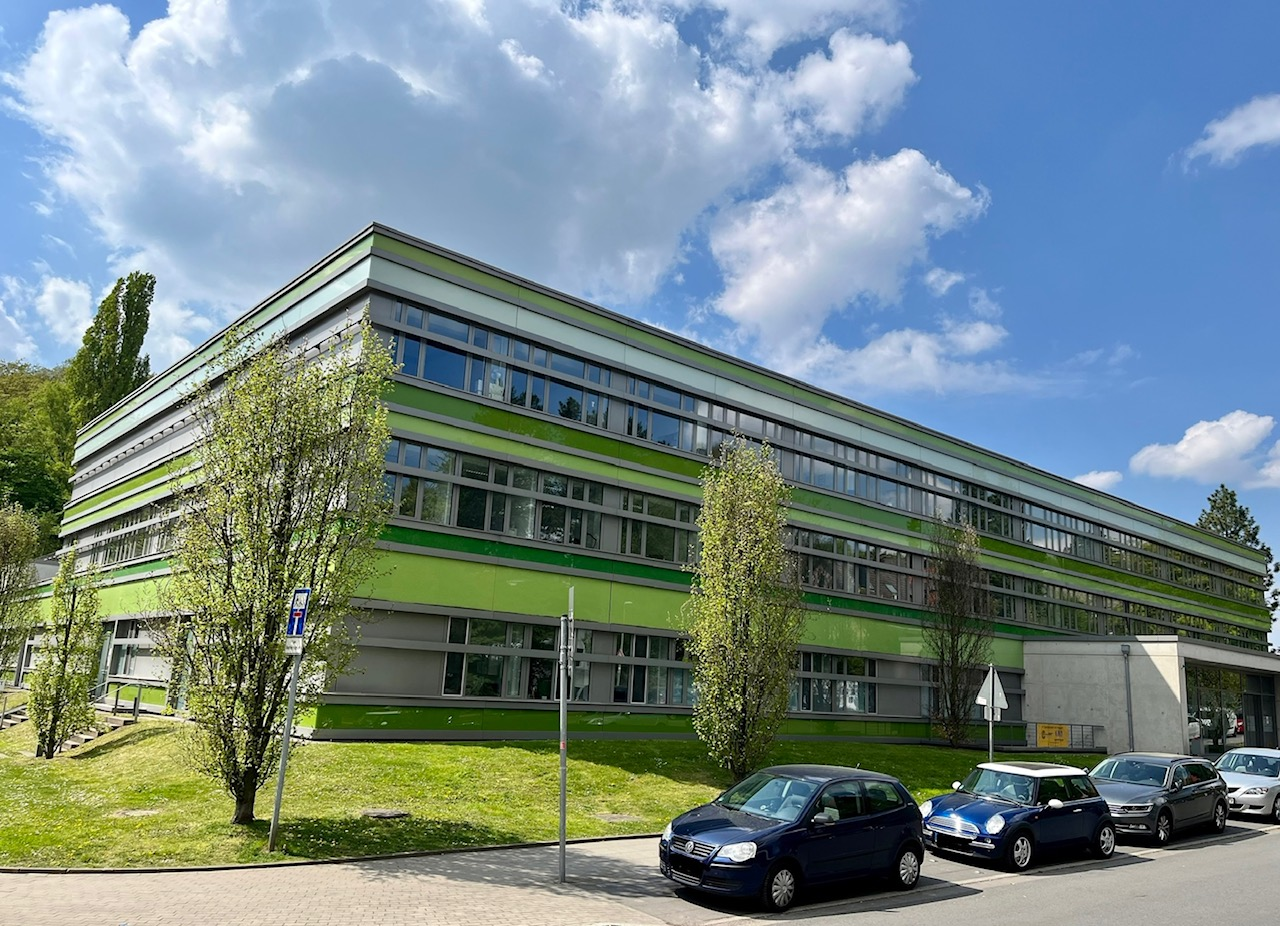
Westdeutsches Protonentherapiezentrum
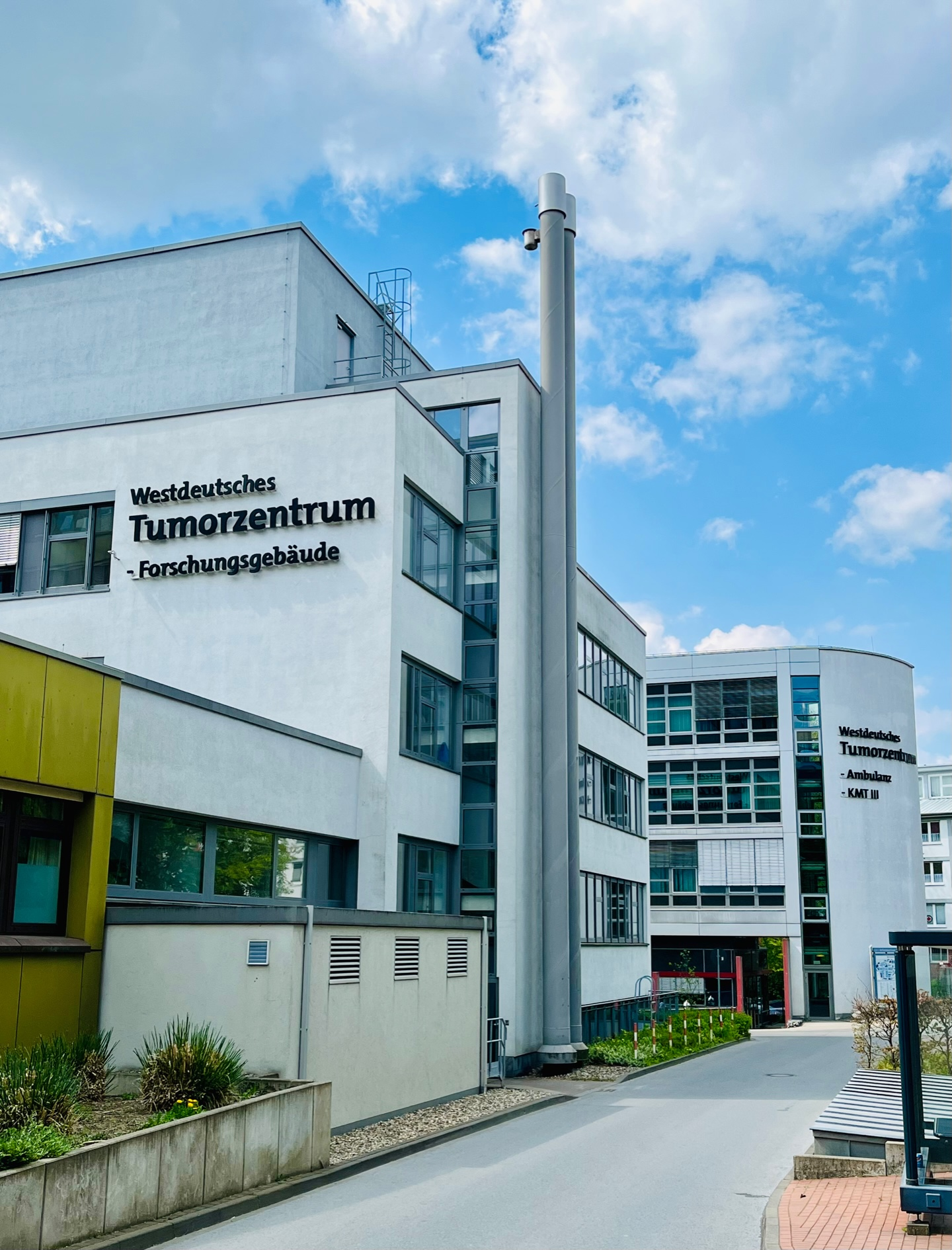
Westdeutsches Tumorenzentrum
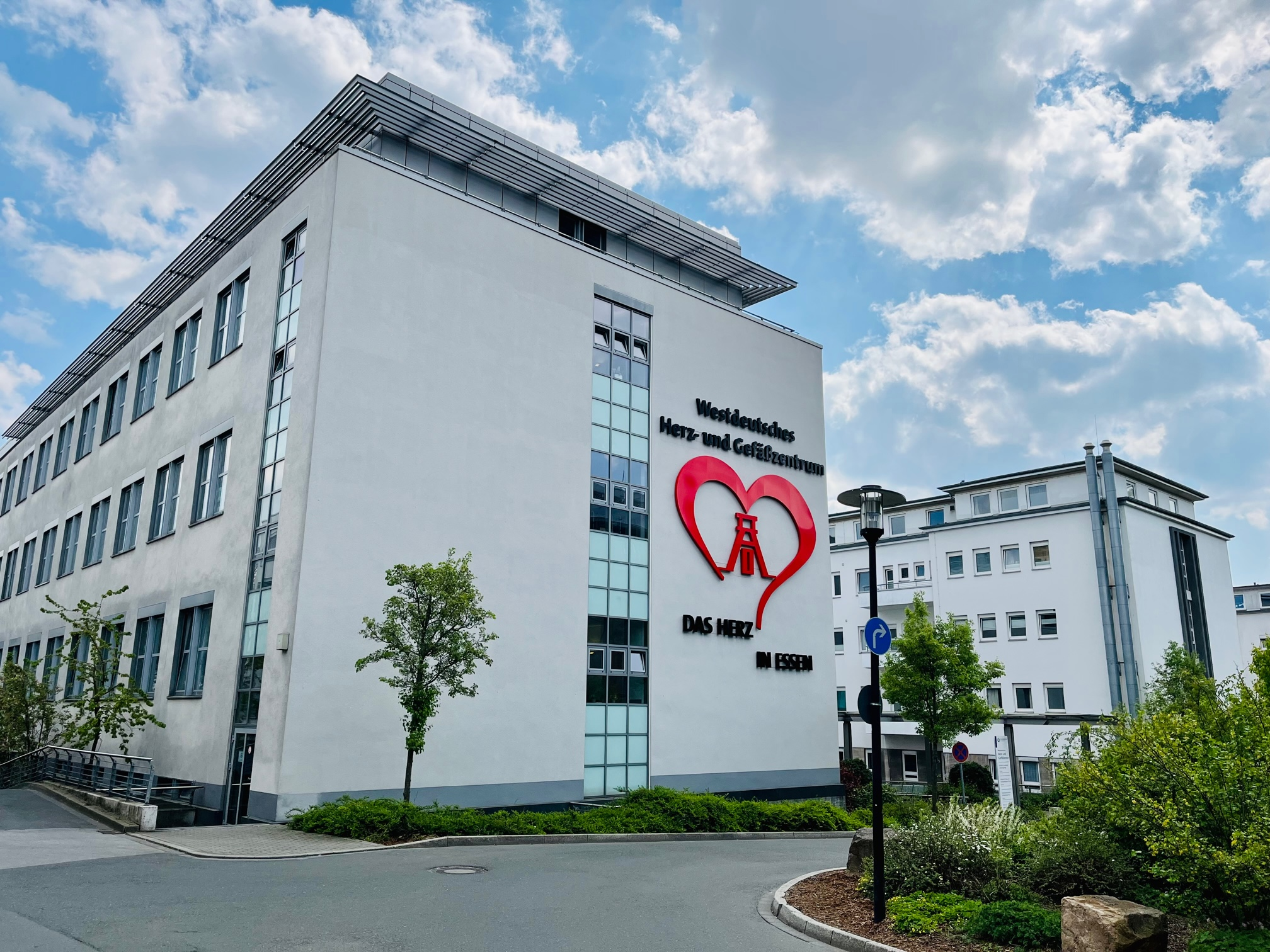
Westdeutsches Herz- und Gefäßzentrum
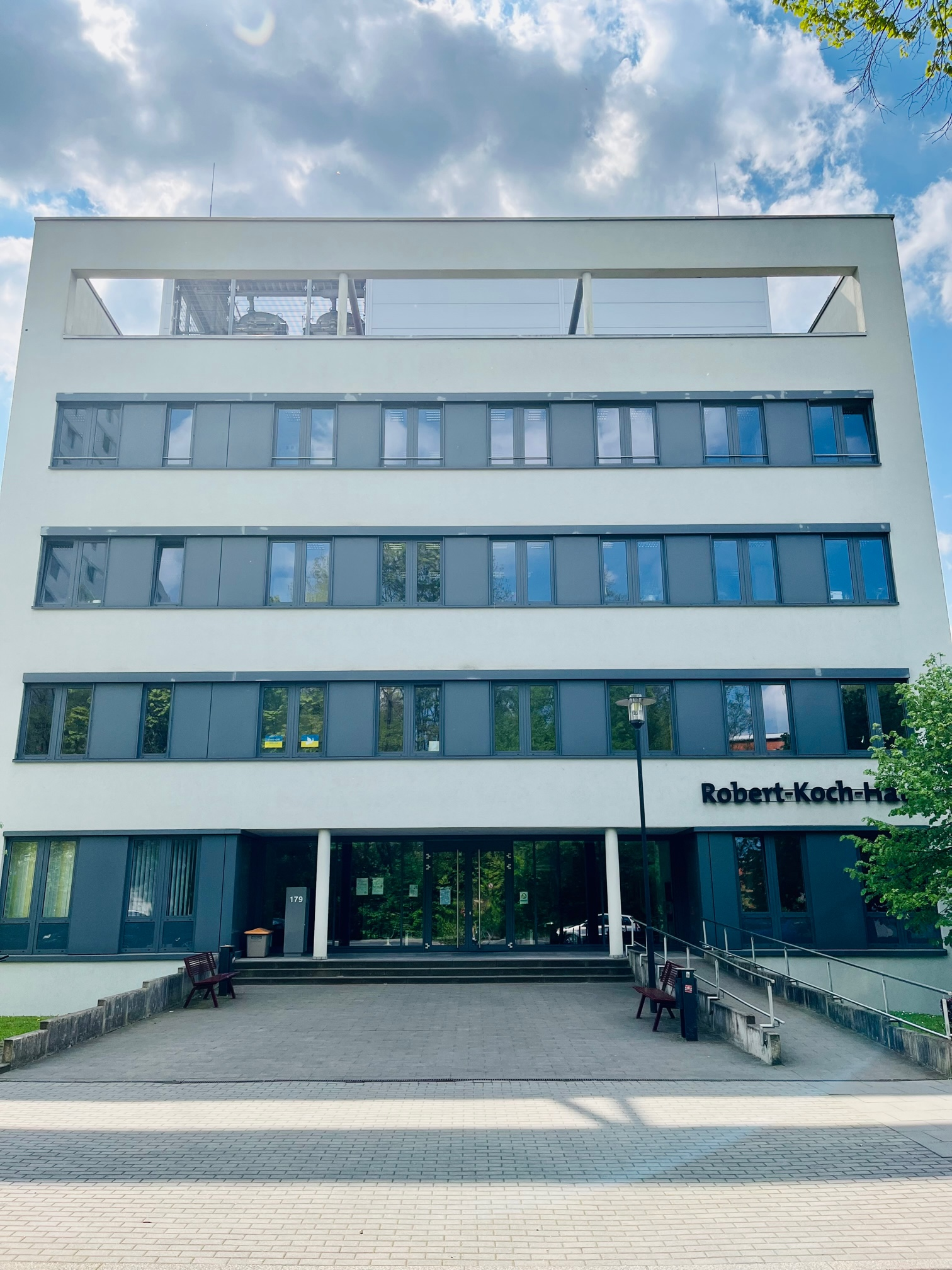
Robert Koch Haus
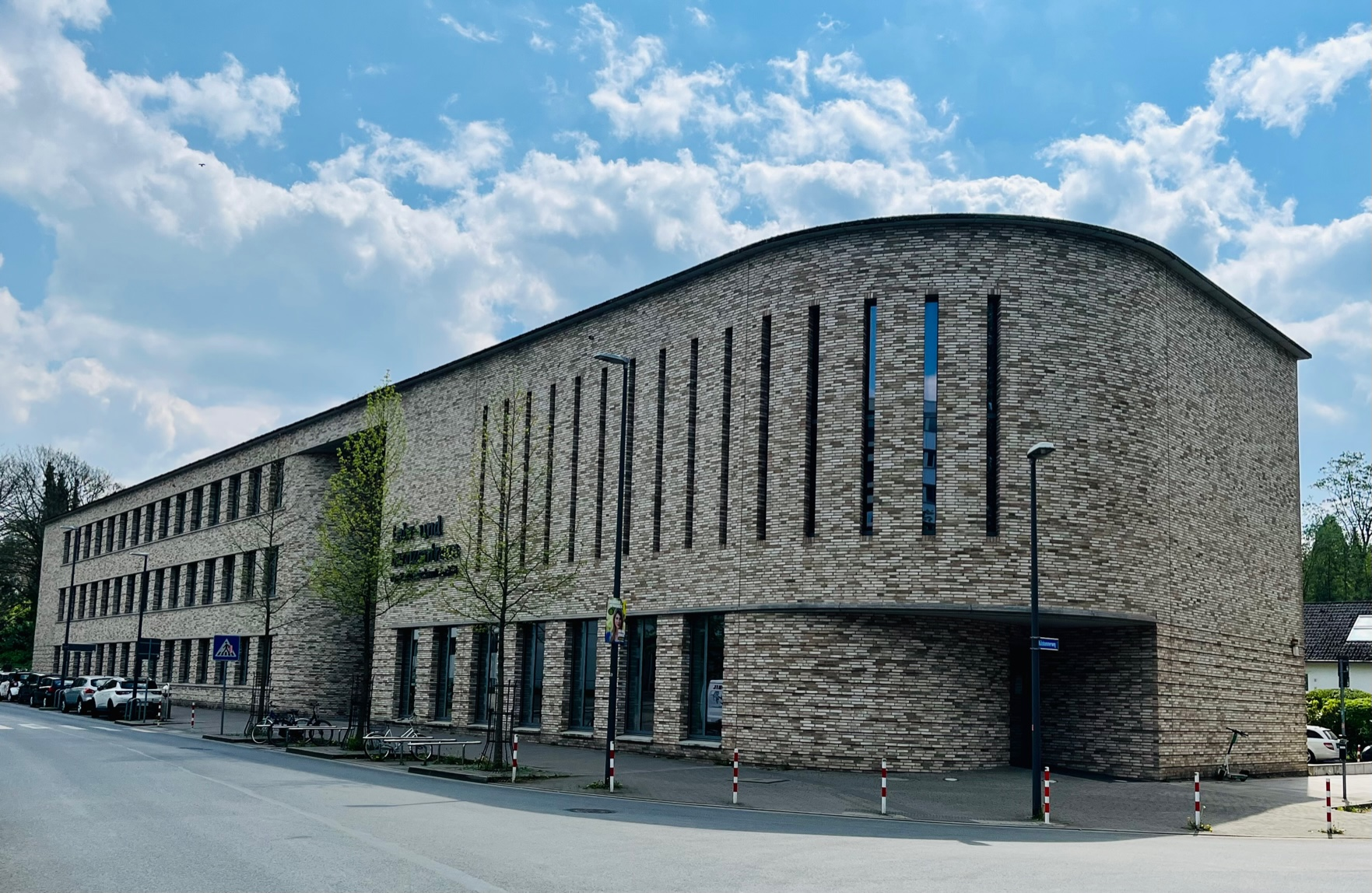
Lehr- und Lernzentrum der Medizinischen Fakultät

## Institute
- Institut für Allgemeinmedizin
- Institut für Anatomie

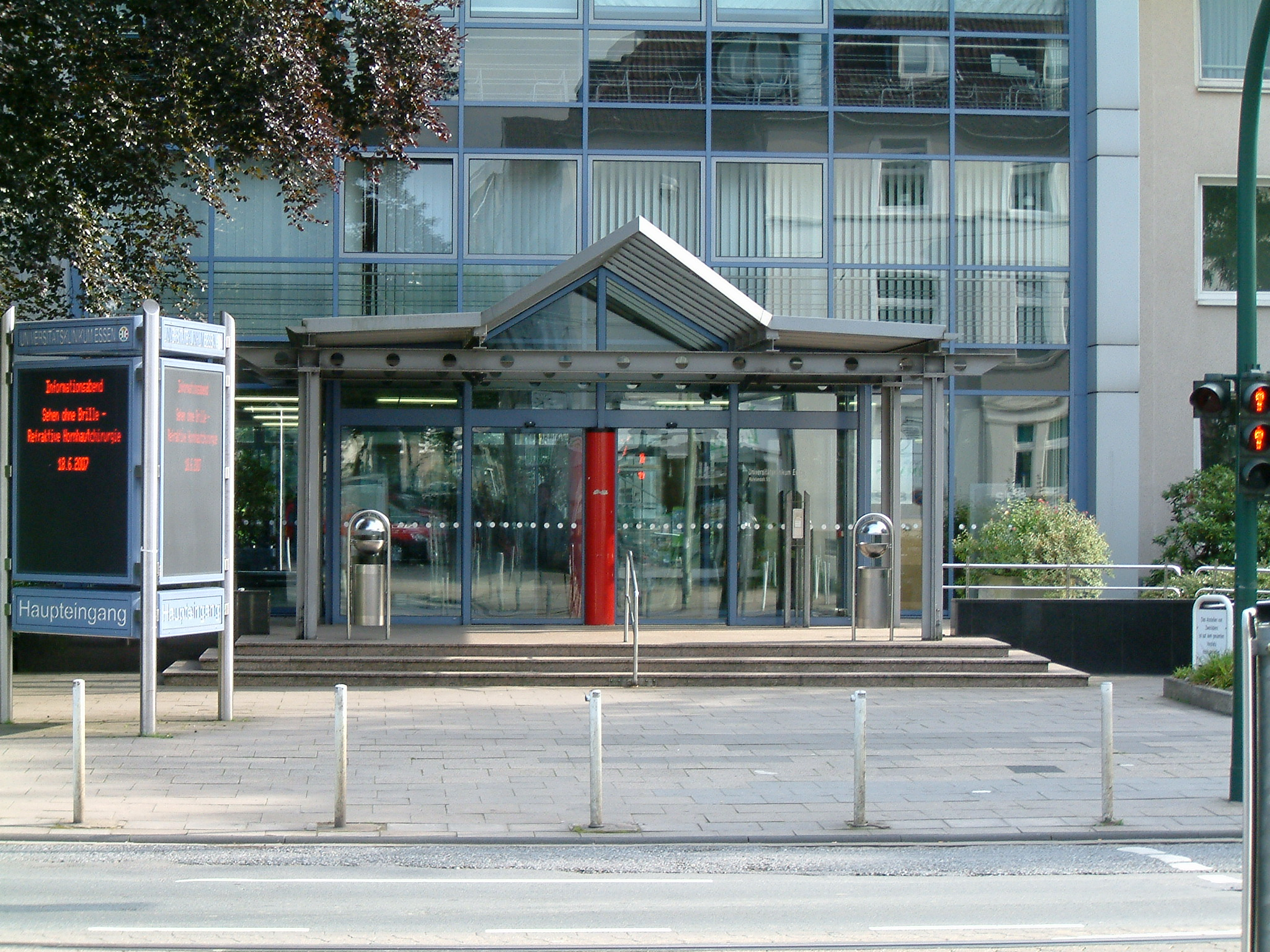
Haupteingang (2007)

- Institut für Diagnostische und Interventionelle Radiologie und Neuroradiologie
- Institut für Experimentelle Immunologie und Bildgebung
- Institut für HIV-Forschung
- Institut für Humangenetik
- Institut für Immunologie
- Institut für Künstliche Intelligenz in der Medizin
- Institut für Medizinische Informatik, Biometrie und Epidemiologie
- Institut für Medizinische Mikrobiologie
- Institut für Medizinische Psychologie und Verhaltensimmunbiologie
- Institut für Medizinische Strahlenbiologie
- Institut für Molekularbiologie (Tumorforschung)
- Institut für Neuropathologie
- Institut für Pathologie, siehe Lutz-Dietrich Leder
- Institut für Pathophysiologie
- Institut für Pharmakogenetik
- Institut für Pharmakologie
- Institut für Physiologie
- Institut für Physiologische Chemie
- Institut für Rechtsmedizin
- Institut für Transfusionsmedizin
- Institut für Virologie
- Institut für Zellbiologie (Tumorforschung)
- Institut für Zelltherapeutische Forschung